# Cryphaea lorentziana
Cryphaea lorentziana là một loài rêu trong họ Cryphaeaceae. Loài này được Müll. Hal. mô tả khoa học đầu tiên năm 1882.